# She Builds Quick Machines
«She Builds Quick Machines» es una canción del grupo Velvet Revolver, lanzada como el primer sencillo del álbum Libertad.  Se lanzó en formato digital  el 16 de mayo de 2007. Además la canción está incluida en el EP Melody and the Tyranny. La canción también se puede encontrar en el videojuego NASCAR 08.

## Video musical
El video musical fue dirigido por Dean Karr y rodado en Veluzat Ranch. Se estrenó el 23 de mayo en el programa The Sauce de Fuse TV. Está inspirado en las películas del Viejo Oeste y ambientado en el desierto de Texas en la frontera con México. Algo se ve caer del cielo y Scott Weiland (vestido como Clint Eastwood en la película Por un puñado de dólares) sostiene un telescopio, en la que observa a un ángel femenino llamado "Libertad" interpretado por Fernanda Romero. Al caer a la tierra, los miembros de la banda intentan recuperar al ángel que ha sido secuestrado por unos vándalos de un pueblo mexicano.

## Posición en listas
| País           | Lista (2007)                             | Posición máxima |
| -------------- | ---------------------------------------- | --------------- |
| Canadá         | Billboard Canadian Hot 100               | 43              |
| Estados Unidos | Billboard Bubbling Under Hot 100 Singles | 4               |
| Estados Unidos | Billboard Mainstream Rock Tracks         | 2               |
| Estados Unidos | Billboard Modern Rock Tracks             | 14              |